# 卡维扬贾利
《卡维扬贾利》是印度科萨利语诗人哈尔达尔·纳格的英文诗歌选集，由苏伦德拉·纳特（英語：Surendra Nath）翻译。该书于2016年首次出版，前言由奥里亚语作家馬諾吉·達斯撰写。诗歌涵盖着各种主题，如唯心主义、社会现实、文化认同等。截至2022年，《卡维扬贾利》共发行5卷；其中第三卷和第四卷并非诗集，分别为《摩诃婆罗多》的衍生史诗和人物传记。

## 收录内容

### 第一卷
第一卷（ISBN 9781696148337）于2016年10月2日在布巴内什瓦尔发行，封面为蓝绿色。共268页，收录24篇诗歌。哈尔达尔的处女作《老榕树》亦有收录其中：
1. 《五大不朽甘露》（Five Nectars of Immortality）
2. 《伟大的萨蒂·乌尔米拉》（The Great Sati Urmila）
3. 《老榕树》（Old Banyan Tree）
4. 《不要找愚蠢的借口》（Make No Silly Excuses）
5. 《魔鬼》（Demon）
6. 《大臣与乞丐》（The Minister and the Beggar）
7. 《高一肘》（A Cubit Taller）
8. 《葡萄酒》（Wine）
9. 《根萨利河》（River Ghensali）
10. 《布谷鸟》（The Cuckoo）
11. 《夜莺》（Bulbul）
12. 《还可能发生什么》（What Else Could Have Happened）
13. 《提卡尔帕达的妓女》（The Harlot of Tikarpada）
14. 《灵魂是真实的》（The Soul is Real）
15. 《首先清洁你自己》（First Clean Yourself）
16. 《巴伊琼蒂亚》（Bhai Jiuntia）[註 3]
17. 《伟大之处》（Greatness）
18. 《岁月》（The Year）
19. 《太多了》（Too Much）
20. 《鸽子是我的老师》（The Dove is My Teacher）
21. 《陶灯之光》（Light of the Earthen Lamp）
22. 《良心》（Conscience）
23. 《他为什么离开家》（Why Did He Leave His Home）
24. 《给诗人哈尔达尔的一封信》（A Letter to Poet Haldhar）

### 第二卷
第二卷（ISBN 9781695954281）于2018年10月10日在森伯尔布尔发行，封面为棕色。共244页，收录28首短诗和2篇长诗：
1. 《谎言通向地狱》（Lies Lead to Hell）
2. 《师利萨姆莱》（Shri Samlei）[註 4]
3. 《我们村的火葬场》（Our Village Cremation Ground）
4. 《利益》（Profit）
5. 《为了一点米饭汤》（For a Little Broth of Rice）
6. 《昆杰尔·帕拉》（Kunjel Para）
7. 《三月的早晨》（The Morning of March）
8. 《舞者》（Danseuse）
9. 《幻觉市场》（Market of Illusion）
10. 《卡玛德亨努》（Kamdhenu）
11. 《想想看》（Just Think of It）
12. 《嫉妒的人总是受苦》（The Jealous Always Suffer）
13. 《布达德夫·达斯之死为萨姆莱母亲哭泣》（On the Death of Budhadev Das Cries Mother Samlei）
14. 《动物与人类》（Animals and Humans）
15. 《警告》（Warning）
16. 《清潔印度運動》（Swachh Bharat）
17. 《蝴蝶》（Butterfly）
18. 《老人被涂上颜色火化》（Smeared with Colours, The Old Man Was Cremated）
19. 《事情到此结束》（The Matter Ends Here）
20. 《弟弟的勇气》（The Younger Brother's Courage）
21. 《桑查尔调歌曲》（A Song in Sanchar Tune）
22. 《尊重土壤》（Regard for Soil）
23. 《贱民》（Untouchable）
24. 《灯笼》（Lantern）
25. 《火》（Fire）
26. 《夏天》（Summer）
27. 《雨》（Rains）
28. 《卢鲁祭司的卡利亚神》（God Kalia of Priest Luru）
29. 《沉睡》（Slumber）
30. 《昌达·查兰·阿凡达》（Chhanda Charan Avtar）

### 第三卷
第三卷（ISBN 9781701787070）于2019年11月22日在伯尔格尔发行，封面为橙黄色，共400页。其内容与前两卷的诗选内容不同，而是一部全文共21章1340节的史诗作品，标题为《爱的表现》（英語：Manifestation of Love）；书中配图由加尔各答女性插画家瑞蒂·查特吉·博斯（英語：Rhiti Chatterjee Bose）绘制。作者以新的视角讲述了奎师那从出生到死亡的故事：
1. 《刚沙和提婆吉》（Kamsa and Devaki）
2. 《大力罗摩出生于戈帕普尔》（Balram is Born in Gopa-pur）
3. 《刚沙和普塔纳·奎师那的化身》（Kamsa and Pootana. Incarnation of Krishna）
4. 《监狱卫兵》（The Prison Guard）
5. 《穿越亚穆纳河》（Crossing of Yamuna）
6. 《自然之花盛开在戈帕普尔》（Nature Blooms in Gopa-pur）
7. 《普塔纳母亲》（Mother Pootana）
8. 《双子树亚姆拉-阿周那》（Twin Trees Yamla-Arjun）
9. 《雅首达的宇宙愿景》（Yashoda’s Vision of the Universe）
10. 《大力罗摩起名为持犁》（Balram is Named Haldhar）
11. 《莫罕笛》（Mohan Flute）
12. 《拉斯里拉舞》（Rasleela）
13. 《阿克鲁尔吸引奎师那、大力罗摩》（Akrur Fetches Krishna, Balram）
14. 《马图拉》（Mathura）
15. 《刚沙之死》（Death of Kamsa）
16. 《黑公主的脱卸》（Disrobing of Draupadi）
17. 《仁慈的迦尔纳》（Karna the Charitable）
18. 《夏曼塔克》（Shyamantak）[註 5]
19. 《苏达玛》（Sudama）
20. 《拉妲-奎师那》（Radhe-Krishna）
21. 《二分时的终结》（The End of Dwapar Yuga）

### 第四卷
第四卷（ISBN 9798696248189）于2020年10月11日发行，封面为绿色。共368页，主要记录革命家苏伦德拉·赛、诗人比玛·博伊和甘加達爾·梅赫三位人物的传记故事。

### 第五卷
第五卷（ISBN 9798792985353）于2021年12月30日发行，封面为米黄色。共304页，收录31首诗歌：
1. 《杜勒西達斯》（Tulsi Das）
2. 《河流与海洋》（River and Ocean）
3. 《長葉馬府油樹》（Mahua Tree）
4. 《印楝树》（Neem Tree）
5. 《春调》（Spring Tune）
6. 《濕婆節》（Shivaratri）
7. 《手镯》（Bracelet）
8. 《他们用拖鞋扇女巫》（The Witch They Slapped with Slippers）
9. 《我们做什么》（What Do We Do）
10. 《山羊》（Goat）
11. 《那个库奇帕里村》（That Village Kuchipali）
12. 《根斯的十胜节》（Dussehra Festival in Ghess）
13. 《服装》（Attire）
14. 《塔拉·曼多达里》（Tara Mandodari）
15. 《只因有你存在》（Only Because You Exist）
16. 《胜利歌》（Victory Song）
17. 《女神的力量》（The Power of Goddess）
18. 《科爾坦》（Kirtan）
19. 《十胜节的到来》（Arrived Dussehra）
20. 《松鼠》（Squirrel）
21. 《小牛犊》（The Little Calf）
22. 《五个孤儿》（Five Orphans）
23. 《木腿》（Wooden Leg）
24. 《努阿凯节聚会》（Nuakhai Festival Meet）
25. 《普什普尼》（Pushpuni）[註 6]
26. 《给我一些药》（Give Me Some Medicine）
27. 《森林茉莉》（Forest Jasmine）
28. 《上师的加持》（Blessings of Guru）
29. 《脱下王袍》（The Disrobing）
30. 《朱阿普尼》（Juapuni）
31. 《乔基达尔村》（The Village Chowkidar）

## 背景

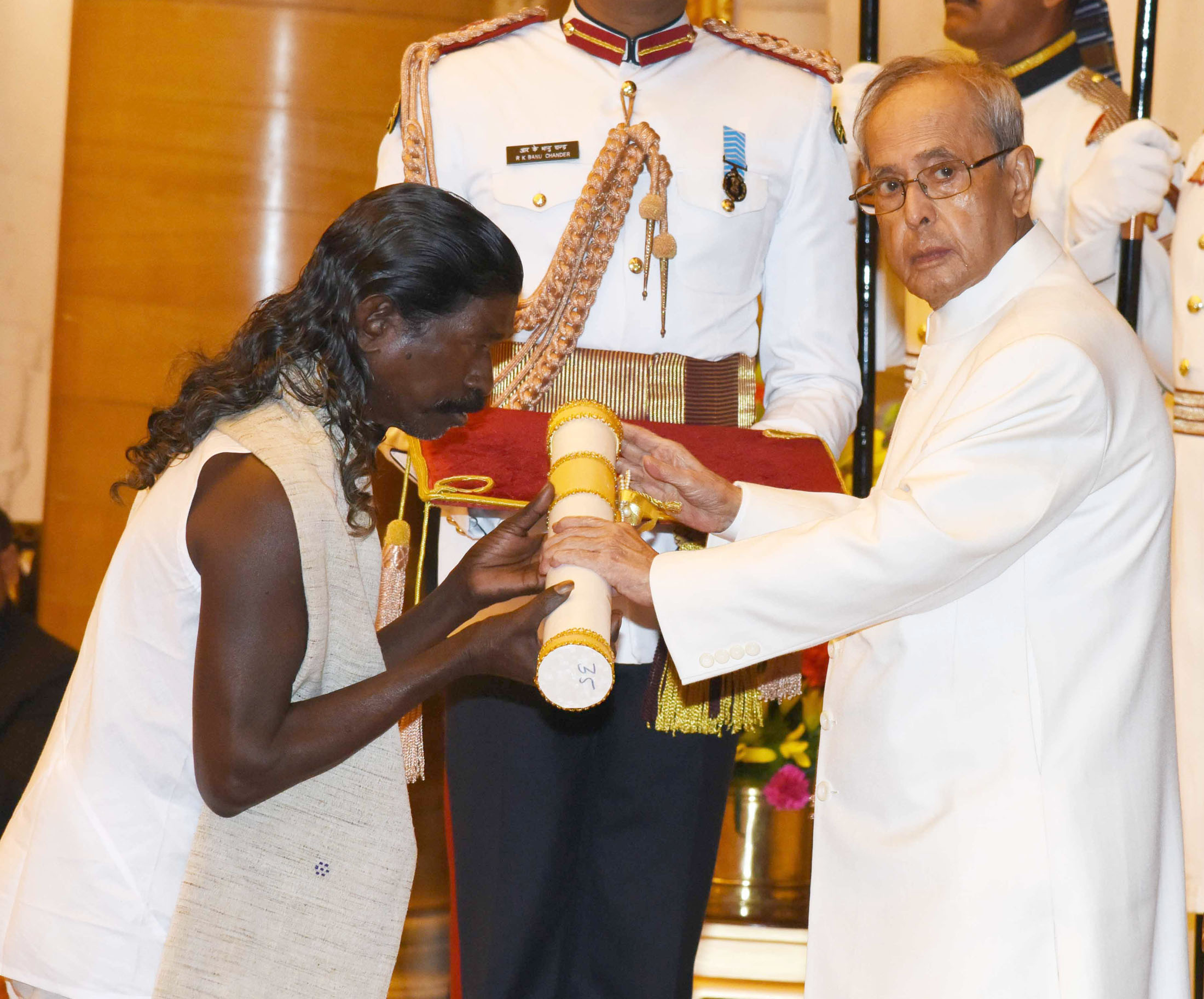
哈尔达尔·纳格身穿背心授予莲花士勋章，摄于2016年3月28日。

诗集的翻译者苏伦德拉·纳特是一名退役海军军官。2016年初，他偶然看到了一篇帖子：一个肤色黝黑、披着长发、穿着背心和托蒂、光着双脚的人接受印度总统普拉纳布·慕克吉颁发的莲花士勋章。他因此对这位“背心诗人”产生好奇，并开始关注其作品。苏伦德拉了解到由于哈尔达尔·纳格在作品中使用的语言，导致世界其他地方的人们难以了解哈尔达尔·纳格的作品。他于是开始将哈尔达尔的作品翻译成英文，以便供读者阅读。
此外，苏伦德拉还开展了一项名为“卡维扬贾利计划”（Project Kavyanjali）的项目，其旨在将哈尔达尔·纳格的所有作品翻译成英文并出版。